# Bergen (gemeente in Noord-Holland)

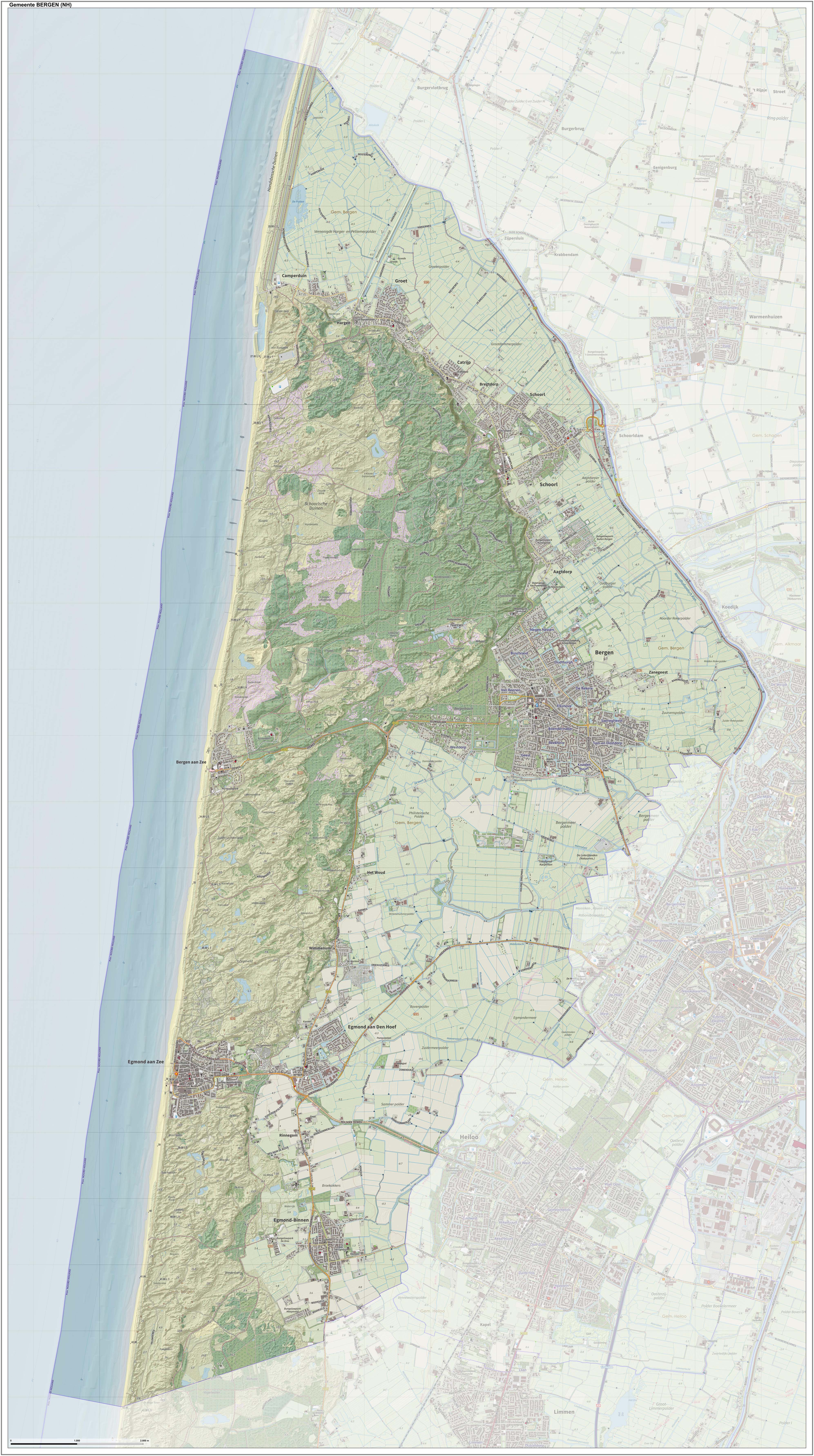
Topografische gemeentekaart van Bergen NH, juni 2023

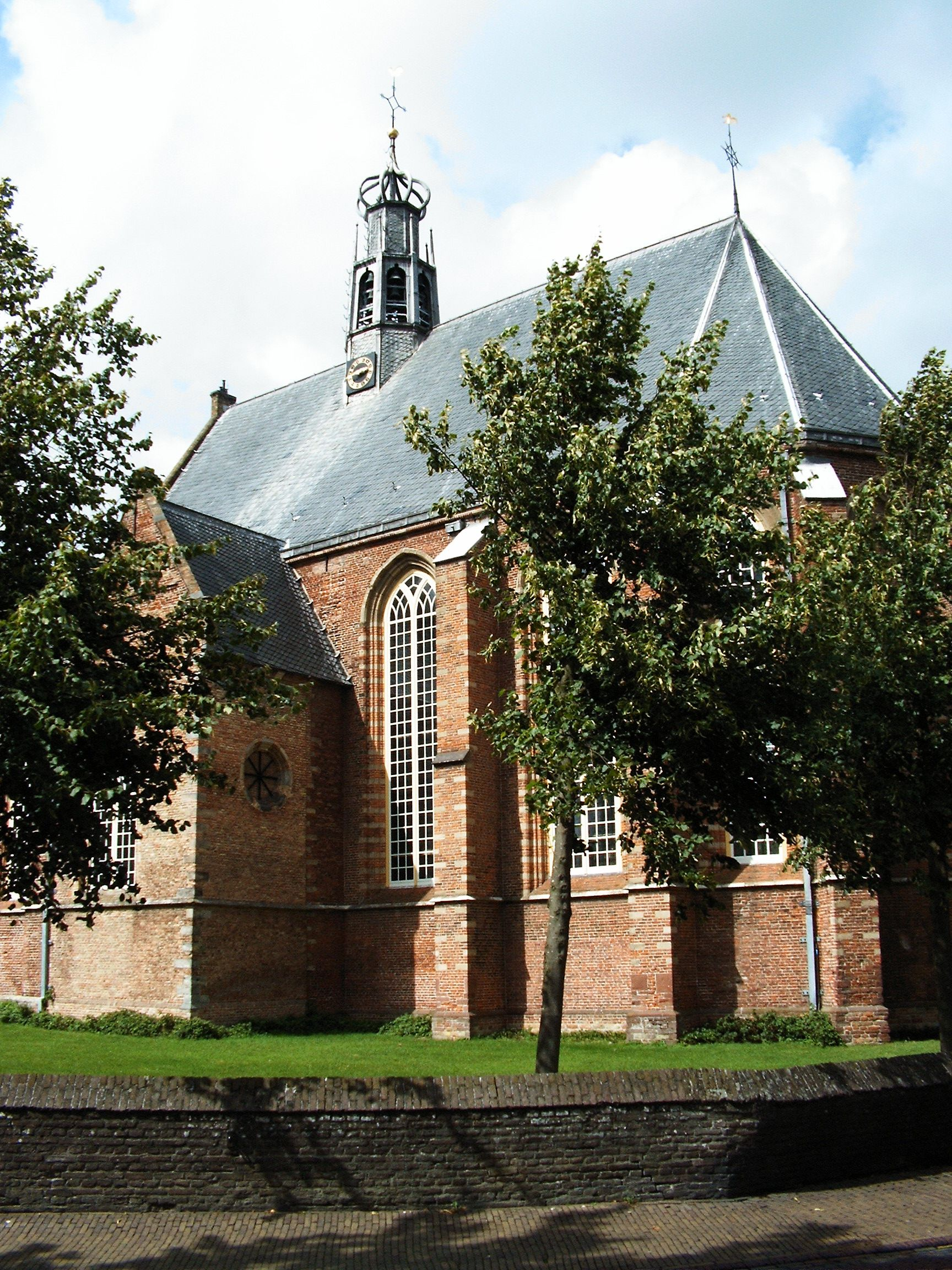
De Ruïnekerk in Bergen

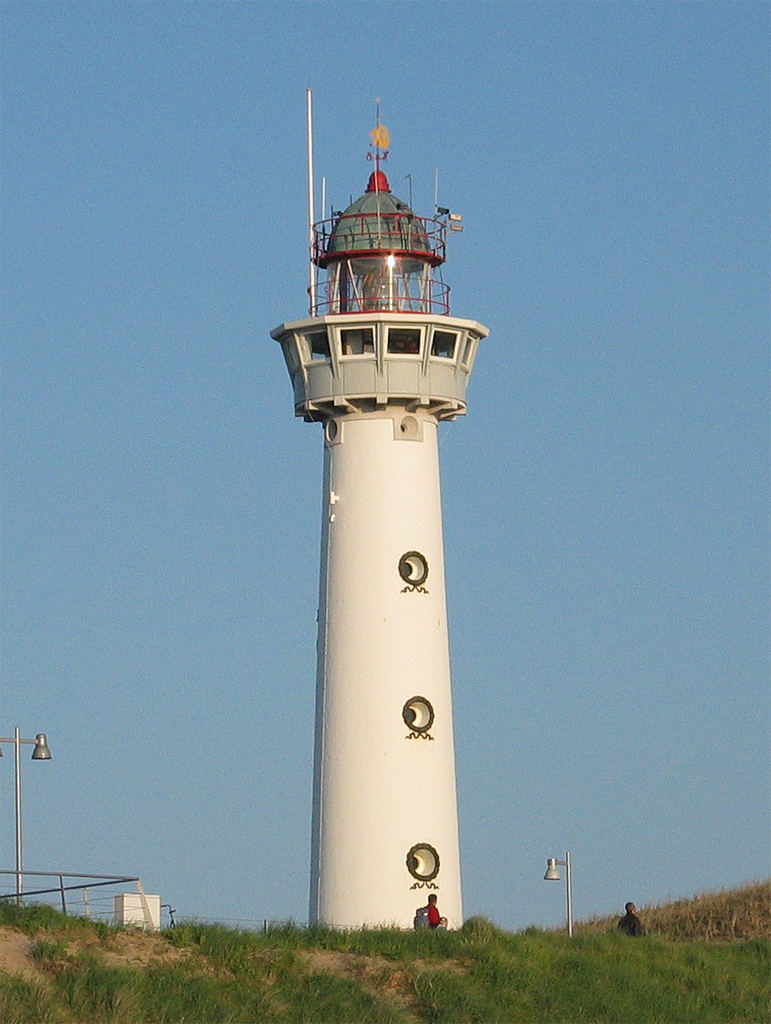
Vuurtoren Jan van Speijk in Egmond aan Zee

Bergen (uitspraakⓘ) is een gemeente in de Nederlandse provincie Noord-Holland. De gemeente telt 29.932 inwoners (22 november 2024, bron: CBS) en heeft een oppervlakte van 119,85 km² (waarvan 22,70 km² water). De gemeente maakt deel uit van de samenwerkingsregio Kennemerland.
De gemeente is een populaire toeristenbestemming, vooral vanwege het strand en de badplaatsen langs de Noordzeekust.
Bezienswaardigheden in de gemeente Bergen zijn onder andere Kasteel Egmond met Slotkapel, standbeeld van Lamoraal van Egmont en bezoekerscentrum Huys Egmont, de kunstgaleries, de architectuur van het Nieuwe Bouwen, het Zeeaquarium (Bergen aan Zee) en de historische musea Het Sterkenhuis (Bergen) en het Museum Egmond (Egmond aan Zee). Op de eerste woensdag van augustus is in Bergen de traditionele Lichtjesavond, waarbij de inwoners hun tuinen versieren met lampjes.
Ten noorden van het dorp Bergen liggen de Schoorlse Duinen die in het zuiden aansluiten op het Noordhollands Duinreservaat. Dit uitgestrekte natuurgebied heeft de hoogste en breedste duinen van Nederland. Op sommige plaatsen zijn de duinen wel vijf kilometer breed. Midden in het gebied ligt De Kerf, een uniek brakwatergebied dat ontstaan is nadat in 1997 een opening in de duinenrij werd gegraven, zodat het zeewater bij hoogtij naar binnen kan stromen.
Het gemeentehuis van Bergen bevindt zich buiten de gemeente, in het naburige Alkmaar.

## Plaatsen binnen de gemeente
Dorpen/gehuchten:
- Aagtdorp
- Bergen
- Bergen aan Zee
- Bregtdorp
- Camperduin
- Catrijp
- Egmond aan den Hoef
- Egmond aan Zee
- Egmond-Binnen
- Groet
- Hargen
- Rinnegom
- Schoorl
- Schoorldam (Gedeeltelijk)
- Wimmenum

Badplaatsen (die geen woonkern vormen) :
- Hargen aan Zee
- Schoorl aan Zee

Buurtschappen:
- Duyncroft
- Egmondermeer
- Westdorp
- Het Woud
- Zanegeest

De drie plaatsen met de naam Egmond worden samen ook wel 'Egmond' en 'De Egmonden' genoemd. Derp is in de volksmond de naam voor Egmond aan Zee, De Hoef is de naam voor Egmond aan den Hoef, Akeloren is de naam voor Egmond-Binnen. De inwoners worden respectievelijk derpers, hoevers en binders genoemd.

## Aangrenzende gemeenten
| Aangrenzende gemeenten | Aangrenzende gemeenten | Aangrenzende gemeenten | Aangrenzende gemeenten | Aangrenzende gemeenten |
| ---------------------- | ---------------------- | ---------------------- | ---------------------- | ---------------------- |
|                        |                        | Schagen                |                        | Dijk en Waard          |
|                        |                        |                        |                        |                        |
|                        | Alkmaar                |                        |                        |                        |
|                        |                        |                        |                        |                        |
|                        |                        | Castricum              |                        | Heiloo                 |

## Cultuur

### Kunst in de openbare ruimte
In de gemeente zijn diverse beelden, sculpturen en objecten geplaatst in de openbare ruimte, zie:
- Lijst van beelden in Bergen (Noord-Holland)

### Monumenten
In de gemeente zijn er een aantal rijksmonumenten en oorlogsmonumenten, zie:
- Lijst van rijksmonumenten in Bergen (Noord-Holland), van het dorp en de bijbehorende buurschappen
- Lijst van rijksmonumenten in Bergen (gemeente, Noord-Holland), van de gehele gemeente Bergen
- Lijst van oorlogsmonumenten in Bergen (Noord-Holland)

### Beschermde gezichten in de gemeente
In de gemeente bevinden zich de volgende beschermde dorpsgezichten:
- Rijksbeschermd gezicht Bergen
- Rijksbeschermd gezicht Bergen - Park Meerwijk
- Rijksbeschermd gezicht Bergen - Tuindorp Oostbuurt
- Rijksbeschermd gezicht Egmond aan den Hoef

## Politiek
Sinds 2018 heeft de gemeenteraad van Bergen 21 zetels. De samenstelling van de gemeenteraad is als volgt:
| Partij                    | 2006 | 2010 | 2014 | 2018 | 2022 |
| ------------------------- | ---- | ---- | ---- | ---- | ---- |
| ONS DORP                  | -    | -    | -    | -    | 5    |
| KIES Lokaal               | -    | -    | 6    | 5    | 4    |
| CDA                       | 5    | 3    | 3    | 2    | 3    |
| GroenLinks                | 2    | 4    | 3    | 4    | 3    |
| VVD                       | 4    | 5    | 3    | 3    | 3    |
| D66                       | 1    | 3    | 3    | 2    | 2    |
| PvdA                      | 5    | 2    | 2    | 1    | 1    |
| Gemeentebelangen BES      | 5    | 6    | 3    | 3    | -    |
| Behoorlijk Bestuur Bergen | -    | -    | -    | 1    | -    |
| BOBbes                    | 1    | -    | -    | -    | -    |
| Totaal                    | 23   | 23   | 23   | 21   | 21   |

De gemeente Bergen was op 19 juni 2019 onderwerp van het tv-programma "Opstandelingen: Boze Bergers" van BNNVARA op NPO 2, waarin inwoners van Bergen aan het woord komen die de gemeente laakbaar handelen verwijten en waarin burgemeester Hafkamp daar weerwoord op biedt.

## Bekende Bergenaren
Chronologisch naar geboortejaar

### Geboren in Bergen
- Pierre Golle, alias Pieter Goolen (circa 1620–1684), meubelmaker en ontwerper te Parijs
- Wigbold van Nassau (1729–1797), vrijheer van Bergen
- Klaas Dekker (1875–1946), gemeentesecretaris en burgemeester van Obdam
- Willem Bogtman (1888–1955), monumentaal kunstenaar, grafisch ontwerper, glasschilder en glazenier
- Edgar Fernhout (1912–1974), kunstschilder
- John Fernhout (1913–1987), filmer en fotograaf
- Jaap Min (1914–1987), kunstschilder
- Karel Colnot (1921–1996), kunstschilder, tekenaar, etser, lithograaf, graveur, beeldhouwer en aquarellist
- Vincent Weijand (1921–1945), dichter en vertaler
- Simeon ten Holt (1923–2012), componist
- Jaap van Domselaer (1923–1944), dichter
- Hans Daalder (1928–2016), politicoloog
- Joop Goudsblom (1932–2020), socioloog
- Elly de Waard (1940), dichteres en popcriticus
- Remco Ekkers (1941), dichter en recensent
- Peter Boorsma (1944), senator en bestuurskundige
- Neeltje Maria Min (1944), dichteres
- Adriaan van Dis (1946), schrijver en televisiepresentator
- Cees Nieuwenhuizen (1950), componist, musicoloog
- Thé Lau (1952–2015), muzikant en schrijver
- Elly Baltus (1956), beeldhouwer, medailleur
- Willemien Min (1956), illustratrice
- Harald Vlugt (1957), kunstenaar
- Marja Wokke (1957), atlete
- Monique Rosier (1963), actrice
- Minoesch Jorissen (1964), televisiepresentatrice
- Saskia Noort (1967), schrijfster, journaliste en columniste
- Kees van Wonderen (1969), voetballer
- Pieter Klok (1972), journalist; hoofdredacteur van de Volkskrant
- Roos van Eijk (2005), voetbalster

### Woonachtig geweest
Gerangschikt naar geboortejaar
- Adriana Petronella van Nassau-Woudenberg (1757–1789), Vrouwe van Bergen, dochter van Wigbold van Nassau
- Richard Bisschop (1849–1926), bouwkundige, kunstschilder, tekenaar en aquarellist
- Etha Fles (1857–1948), kunstschilder, schrijver en kunstcriticus
- Jacob Daalder (1862–1935), onderwijzer, schrijver en ornitholoog
- Fokke Kamstra (1870–1950), kunstschilder en tekenaar (kwam in Bergen in 1927)
- Abram Bonda (1872–1928), fotograaf, boekhandelaar (kwam in Bergen in 1906)
- Gerrit van Blaaderen (1873–1935), kunstschilder en tekenaar
- Willem van Waterschoot van der Gracht (1873–1943), jurist, mijnbouwkundige en geoloog
- Tjipke Visser (1876–1955), beeldhouwer (woonde in Bergen 1907–1930 en 1945–1955)
- Piet Boendermaker (1877–1947), kunstverzamelaar en mecenas van de Bergense School
- Frieda Rutgers van der Loeff (1877–1948), kunstschilder en tekenaar (kwam in Bergen na 1940)
- Henri Le Fauconnier (1881–1946), Franse kunstschilder (in Bergen 1919–1920)
- Leo Gestel (1881–1941), kunstschilder en boekbandontwerper
- Jan Ponstijn (1883–1970), kunstschilder, tekenaar, aquarellist, etser en meubelontwerper
- Henri ten Holt (1884–1968), kunstschilder, tekenaar, etser en houtsnijder
- Matthieu Wiegman (1886–1971), kunstschilder en glazenier
- Arnout Colnot (1887–1983), kunstschilder, graficus, tekenaar en lithograaf
- Edward Voûte (1887–1950), burgemeester van Amsterdam van 1941 tot 1945
- Adriaan Roland Holst (1888–1976), dichter
- Jan Hendrik Roggeveen (1888–1955), gemeentearchitect en kunstenaar
- Jan van Herwijnen (1889–1965), kunstschilder en tekenaar
- Jac Koeman (1889–1978), kunstschilder, aquarellist, tekenaar, beeldhouwer, illustrator, keramist
- Kasper Niehaus (1889–1974), kunstschilder, schrijver en kunstcriticus
- Engelien Reitsma-Valença (1889–1981), kunstschilder en graficus (kwam in Bergen in 1951)
- Charley Toorop (1891–1955), kunstschilder (in Bergen 1922–1955)
- Toos Blom (1896-1986), kinderboekenschrijfster en vertaalster
- Klaas Boot (1897–1969), turnkampioen en olympiër
- Anke Servaes (1897–1947), schrijfster, echtgenote van Rein Valkhoff (kwam in Bergen in 1927)
- Jo Voskuil (1897–1972), kunstschilder, boekbandontwerper, illustrator en verzetsstrijder (Bergen aan Zee)
- Cornelis Eecen (1898–1988), olympisch roeier
- E. du Perron (1899–1940), dichter, criticus en prozaschrijver
- Rein Valkhoff (1899–1971), schrijver, echtgenoot van Anke Servaes (kwam in Bergen in 1927)
- Jacoba van Tongeren (1903–1967), verzetstrijdster
- Bep de Roos (1903–1981), schrijfster, vertaalster, echtgenote van E. du Perron
- Kees Boendermaker (1904–1979), kunstschilder, tekenaar en aquarellist
- Rachel Fernhout-Pellekaan (1905–1989), tekenaar, illustrator en docent modetekenen en Frans
- Dolf Kamp (1905–1987), burgemeester, dijkgraaf en schrijver
- Mies Bloch (1907–1999), tekenaar, illustratrice en portretschilder (in Bergen 1938–1999)
- Rein Snapper (1907–1988), kunstschilder, illustrator en houtsnijder
- Tiny Boosman-van Delft (1908–2005), verzetsstrijder
- Gisèle d'Ailly-van Waterschoot van der Gracht (1912–2013), kunstschilder en glazenier
- Ata Kandó (1913–2017), fotografe
- David Granaat (1914–2005), arts-endocrinoloog en kunstschilder (kwam naar Bergen in 1968)
- Johan Schilstra (1915–1998), leraar, historicus, bestuurder
- Jeanne Kouwenaar-Bijlo (1915–2000), beeldhouwster, echtgenote van David Kouwenaar
- Kees den Tex (1916–1997), kunstschilder en graficus
- Constant Nieuwenhuys (1920–2005), kunstschilder, lid van de kunstbeweging Cobra
- Eva Bendien (1921–2000), galeriehouder en kunsthandelaar (in Bergen ca. 1940–1942)
- Friso ten Holt (1921–1997), kunstschilder, glazenier en graficus
- Henk van den Idsert (1921–1993), kunstschilder, beeldhouwer
- Gerrit Kouwenaar (1923–2014), dichter, schrijver, vertaler en journalist (kwam in Bergen in 1940)
- Lucebert (1924–1994), dichter, schilder, pseudoniem van Lubertus Jacobus Swaanswijk
- Reinout Vreijling (1926–2007), dichter, pseudoniem van Jaap van Rossum du Chattel
- Ans Wortel (1929–1996), kunstenares, schrijver, dichter
- Thijs Chanowski (1930–2017), televisieproducent- en regisseur, ondernemer, hoogleraar en onderzoeker
- Kees de Kort (1934–2022), schilder, illustrator en ontwerper
- Saskia Weishut-Snapper (1938), textielkunstenaar, dochter van Mies Bloch
- Theo Olthuis (1941), schrijver en dichter (kwam in Bergen in 1998)
- Henk Slebos (1943–2025), ingenieur en zakenman, hielp Pakistan met de ontwikkeling van een atoombom
- Chris Veraart (1944–2014), advocaat, dichter en schrijver